# Ryan (Oklahoma)
Ryan é uma cidade  localizada no estado norte-americano de Oklahoma, no Condado de Jefferson.

## Demografia
Segundo o censo norte-americano de 2000, a sua população era de 894 habitantes.
Em 2006, foi estimada uma população de 845, um decréscimo de 49 (-5.5%).

## Geografia
De acordo com o United States Census Bureau tem uma área de
2,3 km², dos quais 2,3 km² cobertos por terra e 0,0 km² cobertos por água. Ryan localiza-se a aproximadamente 275 m acima do nível do mar.

## Localidades na vizinhança
O diagrama seguinte representa as localidades num raio de 28 km ao redor de Ryan.

## Filhos ilustres
- Carlos Ray Norris Jr - mais conhecido como Chuck Norris, lutador de artes marciais e ator.